# Équerre (gymnastique)
Pour les articles homonymes, voir Équerre (homonymie).

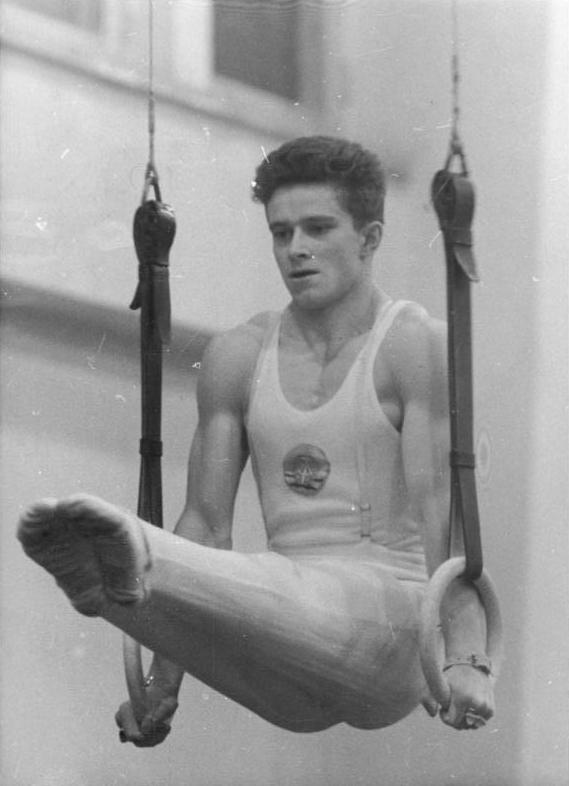
Un gymnaste effectuant une équerre aux anneaux

En sport (gymnastique), une équerre est une figure statique, consistant à maintenir les membres inférieurs horizontaux par la force des muscles abdominaux, tandis que le tronc est vertical, en appui sur les mains. Les jambes pouvant être écartées, ou serrées.
Cette figure peut être réalisée au sol, aux anneaux et aux barres parallèles et est considérée comme un élément de base dans un enchaînement.

## U-sit pour les extras souples.
- Équerre russe